# Мусса Н'Діає
Мусса Н'Діає (фр. Moussa N'Diaye, нар. 20 лютого 1979, Піре, Сенегал) — сенегальський футболіст, що грав на позиції півзахисника.
Виступав за національну збірну Сенегалу.
Чемпіон Франції.

## Клубна кар'єра
У дорослому футболі дебютував 1997 року виступами за команду клубу «Монако», в якій провів три сезони, взявши участь у 24 матчах чемпіонату.
Згодом з 2000 по 2008 рік грав у складі команд клубів «Седан», «Істр», «Аяччо», «Осер» та «Аль-Райян».
Завершив професійну ігрову кар'єру у клубі «Умм-Салаль», за команду якого виступав протягом 2008—2008 років.

## Виступи за збірну
1998 року дебютував в офіційних матчах у складі національної збірної Сенегалу. Протягом кар'єри у національній команді, яка тривала десять років, провів у формі головної команди країни 60 матчів, забивши вісім голів.
У складі збірної був учасником Кубка африканських націй 2000 року в Гані та Нігерії, чемпіонату світу 2002 року в Японії та Південній Кореї, Кубка африканських націй 2002 року в Малі, де разом з командою здобув «срібло».

## Досягнення
- Чемпіон Франції:

«Монако»: 1999—2000
- Срібний призер Кубка африканських націй: 2002